# Bulevardul Nicolae Bălcescu
Bulevardul Nicolae Bălcescu è una delle strade principali di Buzău, in Romania. Progettata durante il mandato del sindaco Nicu Constantinescu, collega il centro città con il Parco Crâng. Era nota anche come Bulevardul Parcului, Bulevardul Crângului, Bulevardul Ion C. Brătianu e Ulița Gârliței.